# Vergezac
Vergezac é uma comuna francesa na região administrativa de Auvérnia-Ródano-Alpes, no departamento de Alto Loire. Estende-se por uma área de 20,58 km². Em 2010 a comuna tinha 514 habitantes (densidade: 25 hab./km²).